# بابک لطفی خواجه‌پاشا
بابک خواجه‌پاشا (زادهٔ ۳۱ فروردین ۱۳۶۰) فیلم‌ساز، فیلمنامه‌نویس و بازیگر ایرانی است. او برای نگارش فیلم‌نامهٔ در آغوش درخت (۱۴۰۱) سیمرغ بلورین بهترین فیلم‌نامه را از چهل و یکمین دوره جشنوارهٔ فیلم فجر دریافت کرد و برای کارگردانی همین فیلم دیپلم افتخار بهترین کارگردانی فیلم اول را نیز از آن خود کرد.فیلم در آغوش درخت به عنوان نماینده سینمای ایران در سال ۲۰۲۵ به آکادمی اسکار معرفی شد.

## فیلم‌شناسی

### فیلم سینمایی
| سال  | عنوان        | سمت                | توضیحات |
| ---- | ------------ | ------------------ | --- |
| ۱۴۰۱ | در آغوش درخت | نویسنده و کارگردان | برندهٔ سیمرغ بلورین بهترین فیلمنامه و دیپلم افتخار کارگردانی فیلم اول جایزه ویژه هیئت داوران جشنواره ی فیلمهای آسیایی لسانجلس جایزه بهترین فیلم جهانی جشنواره چنای هند |
| ۱۴۰۲ | آبی روشن     | کارگردان           | نامزد هفت سیمرغ بلورین |

### تلویزیون
| سال  | عنوان             | سمت                                 | شبکه           |
| ---- | ----------------- | ----------------------------------- | -------------- |
| ۱۳۸۵ | بهانه‌ای برای بودن | کارگردان                            | آذربایجان غربی |
| ۱۳۹۷ | اوجاداغلار        | بازیگر و نویسنده                    | آذربایجان غربی |
| ۱۳۹۸ | تورشا شیرین       | بازیگر،نویسنده،تهیه‌کننده‌ و کارگردان | آذربایجان غربی |
| ۱۴۰۰ | سنه خاطیر         | بازیگر،نویسنده‌ و کارگردان           | آذربایجان غربی |
| ۱۴۰۰ | قوناخلیق          | تهیه‌کننده،کارگردان‌ و مجری           | آذربایجان غربی |
| ۱۴۰۱ | جهیزیه            | بازیگر،نویسنده‌ و کارگردان           | آذربایجان غربی |

### دستیاری کارگردان
| سال  | عنوان         | سمت                    | کارگردان     |
| ---- | ------------- | ---------------------- | ------------ |
| ۱۳۹۳ | محمد رسول‌الله | دستیار کارگردان        | مجید مجیدی   |
| ۱۳۹۷ | قصر شیرین     | بازیگر-دستیار کارگردان | رضا میرکریمی |
| ۱۳۹۸ | خورشید        | بازیگر-دستیارکارگردان  | مجید مجیدی   |
| ۱۴۰۰ | موقعیت مهدی   | دستیار کارگردان        | هادی حجازیفر |

### فیلم کوتاه
| سال  | عنوان          | سمت                                   | توضیحات                                                       |
| ---- | -------------- | ------------------------------------- | ------------------------------------------------------------- |
| ۱۳۸۱ | دو پای کوچک    | کارگردان‌                              | جشنواره فیلم صد                                               |
| ۱۳۸۶ | آهسته نگاهم کن | نویسنده‌ و کارگردان                    | تله‌فیلم تولید مرکز آذربایجان غربی                             |
| ۱۳۸۷ | گم‌بست          | نویسنده و کارگردان                    | بهترین فیلم جشنواره سوره                                      |
| ۱۳۹۶ | جشن لیلا       | بازیگر، نویسنده، تهیه‌کننده‌ و کارگردان | فیلم برگزیده جشنواره البرز و حضور در جشنواره فیلم کوتاه تهران |

## تئاتر
| سال  | عنوان          | سمت                       | جشنواره            |
| ---- | -------------- | ------------------------- | ------------------ |
| ۱۳۸۵ | مکلت           | کارگردان                  | جشنواره فجر        |
| ۱۳۹۶ | زن اجباری      | نویسنده و کارگردان        | جشنواره آیینی سنتی |
| ۱۳۹۰ | سادیسم         | بازیگر،نویسنده و کارگردان | منطقه ای فجر       |
| ۱۳۸۷ | آبگوشت زهرماری | بازیگر و کارگردان         | جشنواره فجر        |
| ۱۳۸۲ | رمئو ژولیت     | کارگردان‌                  | اجرای عمومی        |
| ۱۴۰۱ | ذهن پرتقالی    | بازیگر،نویسنده‌ و کارگردان | اجرای عمومی        |